# All-Star Game de la NBA 1987
El 37.º All-Star Game de la NBA de la historia se disputó el día 8 de febrero de 1987 en el Kingdome de Seattle, Washington, ante 34.275 espectadores. El equipo de la Conferencia Este estuvo dirigido por K. C. Jones, entrenador de Boston Celtics y el de la Conferencia Oeste por Pat Riley, de Los Angeles Lakers. La victoria correspondió al equipo del Oeste, por 154-149 tras una prórroga, algo que sucedía por cuarta vez en este tipo de partidos, tras los disputados en 1954, 1980 y 1984. Fue elegido MVP del All-Star Game de la NBA el alero de los Seattle Supersonics Tom Chambers, que lideró al equipo del Oeste consiguiendo 34 puntos, 4 rebotes y 2 asistencias. Chambers iba a ser uno de los espectadores del partido, pero fue llamado a última hora por la lesión de rodilla del pívot de los Rockets Ralph Sampson. Anotó además cuatro puntos en la prórroga, y 10 en los últimos tres minutos del tiempo reglamentario, lo cual, junto a dos tiros libres anotados por Rolando Blackman hicieron que su equipo remontara hasta empatar el partido. Por el Este, Julius Erving anotó 22 puntos en el que significaría su partido de despedida, mientras que Hakeem Olajuwon fue el primer jugador expulsado por 6 faltas personales desde que corriera el mismo destino Rick Barry en 1978
Se disputaron también el sábado anterior el Concurso de triples y el de mates. En el primero, en su segunda edición, resultó ganador por segunda vez consecutiva el alero de los Celtics Larry Bird, que ganó en la final al alemán Detlef Schrempf por 16-14. En el concurso de mates, el ganador fue Michael Jordan, de Chicago Bulls, que derrotó a Jerome Kersey en la final por 146-140.

## Estadísticas

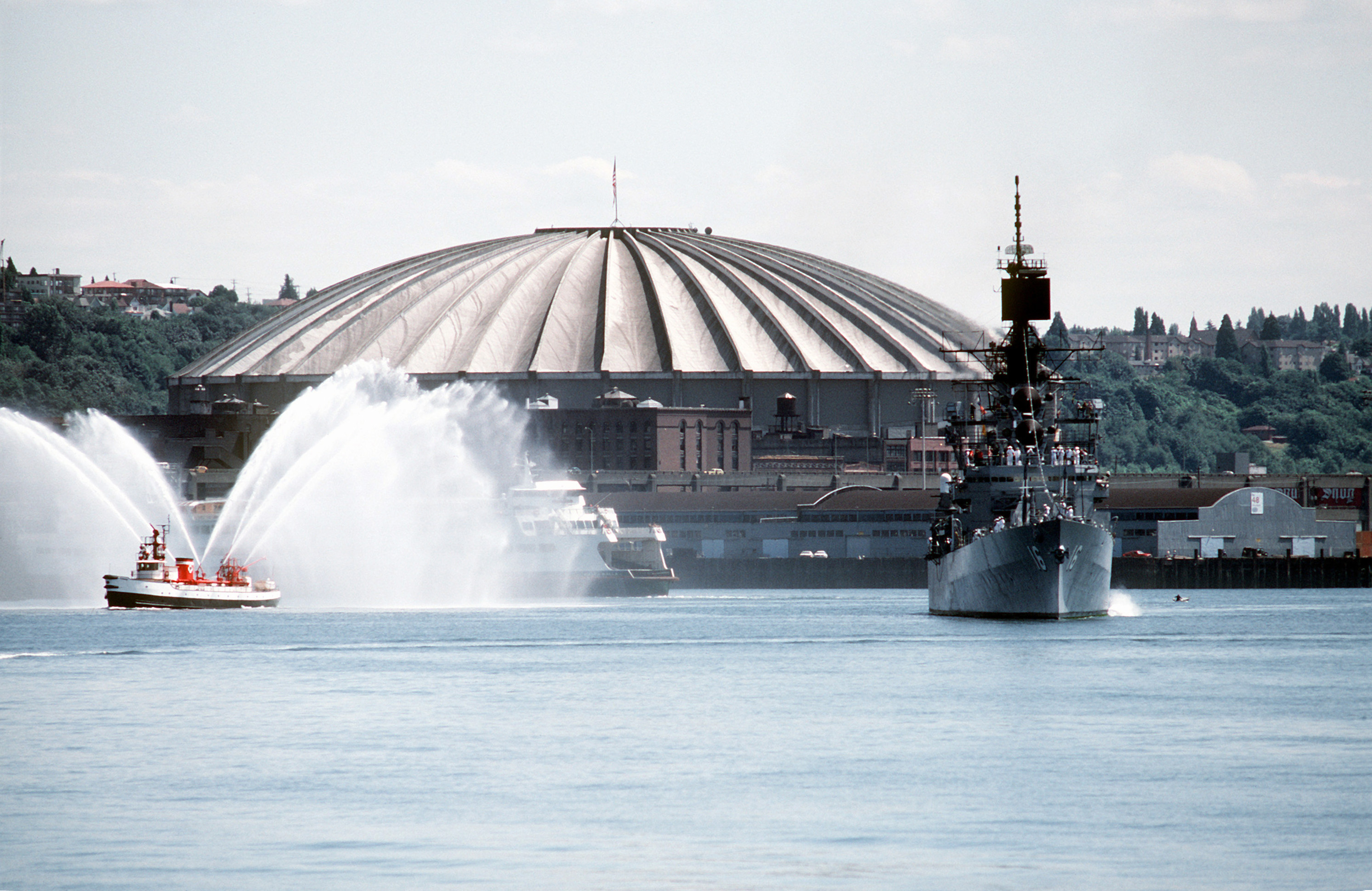
El Kingdome de Seattle, escenario del All-Star de 1987.

### Conferencia Oeste
| CONFERENCIA OESTE   |              |                                        |                                        |                                        |                                        |                                        |                                        |                                        |                                        |
| Jugador             | Equipo       | MIN                                    | TCA                                    | TCI                                    | TLA                                    | TLI                                    | REB                                    | AST                                    | PTS                                    |
| Tom Chambers        | Seattle      | 29                                     | 13                                     | 25                                     | 6                                      | 9                                      | 4                                      | 2                                      | 34                                     |
| James Worthy        | L.A. Lakers  | 29                                     | 10                                     | 14                                     | 2                                      | 2                                      | 8                                      | 3                                      | 22                                     |
| Hakeem Olajuwon     | Houston      | 26                                     | 2                                      | 6                                      | 6                                      | 8                                      | 13                                     | 2                                      | 10                                     |
| Earvin Johnson      | L.A. Lakers  | 34                                     | 4                                      | 10                                     | 1                                      | 2                                      | 7                                      | 13                                     | 9                                      |
| Alvin Robertson     | San Antonio  | 16                                     | 2                                      | 5                                      | 2                                      | 2                                      | 2                                      | 1                                      | 6                                      |
| Mark Aguirre        | Dallas       | 17                                     | 3                                      | 6                                      | 2                                      | 3                                      | 2                                      | 1                                      | 9                                      |
| Kareem Abdul-Jabbar | L.A. Lakers  | 27                                     | 4                                      | 9                                      | 2                                      | 2                                      | 8                                      | 3                                      | 10                                     |
| Walter Davis        | Phoenix      | 15                                     | 3                                      | 12                                     | 0                                      | 0                                      | 2                                      | 1                                      | 7                                      |
| Eric Floyd          | Golden State | 19                                     | 4                                      | 7                                      | 5                                      | 7                                      | 5                                      | 1                                      | 14                                     |
| Joe Barry Carroll   | Golden State | 18                                     | 1                                      | 7                                      | 2                                      | 2                                      | 6                                      | 0                                      | 4                                      |
| Rolando Blackman    | Dallas       | 22                                     | 9                                      | 15                                     | 11                                     | 13                                     | 4                                      | 1                                      | 29                                     |
| Alex English        | Denver       | 13                                     | 0                                      | 6                                      | 0                                      | 0                                      | 0                                      | 1                                      | 0                                      |
| Ralph Sampson       | Houston      | Seleccionado, pero no jugó por lesión. | Seleccionado, pero no jugó por lesión. | Seleccionado, pero no jugó por lesión. | Seleccionado, pero no jugó por lesión. | Seleccionado, pero no jugó por lesión. | Seleccionado, pero no jugó por lesión. | Seleccionado, pero no jugó por lesión. | Seleccionado, pero no jugó por lesión. |
| Totales             |              | 265                                    | 55                                     | 122                                    | 39                                     | 50                                     | 61                                     | 29                                     | 154                                    |

MIN: Minutos. TCA: Tiros de campo anotados. TCI: Tiros de campo intentados. TLA: Tiros libres anotados. TLI: Tiros libres intentados. REB: Rebotes. AST: Asistencias. PTS: Puntos

### Conferencia Este
| CONFERENCIA ESTE  |              |     |     |     |     |     |     |     |     |
| Jugador           | Equipo       | MIN | TCA | TCI | TLA | TLI | REB | AST | PTS |
| Larry Bird        | Boston       | 35  | 7   | 18  | 4   | 4   | 6   | 5   | 18  |
| Dominique Wilkins | Atlanta      | 24  | 3   | 9   | 4   | 7   | 5   | 1   | 10  |
| Moses Malone      | Washington   | 35  | 11  | 19  | 5   | 6   | 18  | 2   | 27  |
| Julius Erving     | Philadelphia | 33  | 9   | 13  | 3   | 3   | 4   | 5   | 22  |
| Michael Jordan    | Chicago      | 28  | 5   | 12  | 1   | 2   | 0   | 4   | 11  |
| Isiah Thomas      | Detroit      | 24  | 4   | 6   | 8   | 9   | 3   | 9   | 16  |
| Kevin McHale      | Boston       | 30  | 7   | 11  | 2   | 2   | 7   | 2   | 16  |
| Bill Laimbeer     | Detroit      | 11  | 4   | 7   | 0   | 0   | 2   | 1   | 8   |
| Jeff Malone       | Washington   | 13  | 3   | 5   | 0   | 0   | 2   | 2   | 6   |
| Charles Barkley   | Philadelphia | 16  | 2   | 6   | 3   | 6   | 4   | 1   | 7   |
| Maurice Cheeks    | Philadelphia | 8   | 1   | 2   | 2   | 2   | 0   | 0   | 4   |
| Robert Parish     | Boston       | 8   | 2   | 3   | 0   | 0   | 3   | 0   | 4   |
| Totales           |              | 265 | 58  | 111 | 32  | 41  | 54  | 32  | 149 |

MIN: Minutos. TCA: Tiros de campo anotados. TCI: Tiros de campo intentados. TLA: Tiros libres anotados. TLI: Tiros libres intentados. REB: Rebotes. AST: Asistencias. PTS: Puntos

## Sábado

### Concurso de Triples
- Detlef Schrempf (Dallas Mavericks)
- Michael Cooper (Los Angeles Lakers)
- Danny Ainge (Boston Celtics)
- Larry Bird (Boston Celtics)
- Dale Ellis (Seattle Supersonics)
- Craig Hodges (Milwaukee Bucks)
- Kiki Vandeweghe (Portland Trail Blazers)
- Byron Scott (Los Angeles Lakers)
  - VENCEDOR: Larry Bird

### Concurso de Mates
| Jugador                      | 1ª Ronda   | Semifinales    | Final          |
| ---------------------------- | ---------- | -------------- | -------------- |
| Michael Jordan (Chicago)     | 88 (41+47) | 148 (49+49+50) | 146 (48+48+50) |
| Jerome Kersey (Portland)     | 92 (48+44) | 147 (50+48+49) | 140 (46+45+49) |
| Terence Stansbury (Seattle)  | 99 (49+50) | 144 (49+45+50) |                |
| Clyde Drexler (Portland)     | 92 (45+47) | 136 (46+45+45) |                |
| Ron Harper (Cleveland)       | 83 (45+38) |                |                |
| Johnny Dawkins (San Antonio) | 81 (37+44) |                |                |
| Tom Chambers (Seattle)       | 62 (41+21) |                |                |
| Gerald Wilkins (New York)    | 62 (41+21) |                |                |